# 11 Pułk Piechoty Liniowej (Francja)
11 Pułk Piechoty Liniowej Wielkiej Armii – jeden z francuskich pułków piechoty okresu wojen napoleońskich. Wchodził w skład Wielkiej Armii Cesarstwa Francuskiego.
Połowę składu osobowego jednostki stanowili Szwajcarzy, zaś drugą połowę – Korsykańczycy. Podczas wojny z Rosją dowódcą pułku był płk Casablanca, schwytany do niewoli pod Połockiem.